# Baby Berserk
Baby Berserk (eerder bekend als Baby's Berserk) is een Nederlandse band, bestaande uit Mano Hollestelle, Lieselot Elzinga en Eva Wijnbergen. Mede-oprichter Puggy Beales verliet de band in 2024. Ze hebben twee albums uitgebracht; een titelloos debuutalbum in 2022 en Slightly Hysterical Girls with Pearls in 2024.

## Geschiedenis
Baby's Berserk werd in 2020 opgericht. De bandleden waren voordat ze dit deden al actief in verschillende project/band. Zo speelde Hollestelle, zoon van David Hollestelle van Wild Romance, eerder in The Mauskovic Dance Band en meerdere andere bandjes en Elzinga in de punkband Fuz. Elzinga ging nadat ze die band uitging, studeren aan de Gerrit Rietveld Academie en liep stage bij Charles Jeffrey Loverboy. Ze liet zich inspireren door de Londense DIY-scene en extravagante punkfeesten in die stad voor haar afstudeerproject. Dit was een collectie die de naam Baby's Berserk kreeg. Na haar afstuderen had ze een atelier in hetzelfde gebouw als waar de studio van Hollestelle in zat. Bij een expositie in de Melkweg ontmoette Elzinga de Canadeze Beales. Mede door de raakvlakken met de Londense en New Yorkse punkscene, kwamen de drie artiesten samen met het idee om een band op te richten. De eerste single was What I Mean in 2020. 
In 2022 stond de band voor het eerst op ESNS en betrad Wijnbergen de band. Ze volgden met de single Toxic Kisses. Nadat de band in begin 2023 voor de tweede keer op ESNS stond, releasede ze in september van dat jaar hun titelloze debuutalbum. In december 2023 kwam een ep uit met verschillende remixes van nummers van dat album.
In 2024 verliet Puggy Beales de band en veranderden ze hun naam naar Baby Berserk. Dit laatste omdat de apostrof in Franstalige landen niet werd begrepen. Met de nieuwe naam brachten ze in november 2024 hun tweede album uit: Slightly Hysterical Girls with Pearls.

## Muziekstijl
De muziekstijl wordt op verschillende manieren omschreven. Bij poppodium Doornroosje werd hun muziek een mix van postpunk, new wave en disco genoemd. 3voor12 geeft de stijl verschillende namen, zoals artpop, glamourpunk, dancepunk en artpunk.

## Discografie (albums en ep's)
- Baby's Berserk (album, 2023)
- Remix EP (ep, 2023)
- Slightly Hysterical Girls with Pearls (album, 2024)